# 大阪市立長橋小学校
大阪市立長橋小学校（おおさかしりつ ながはししょうがっこう）は、大阪府大阪市西成区にある公立小学校。西成区の北部を校区とする。

## 沿革
学校所在地付近は、明治時代中期以降は西成郡今宮村（1917年町制を施行して今宮町、1925年大阪市に編入）に属していた。今宮村には今宮尋常小学校（後の大阪市立弘治小学校）があり村全域を通学区域としていたが、今宮村は大阪市の南端に隣接しているという地理条件から地域の人口が増加し、それに伴って児童数も増加した。
そのため、今宮村大字木津字小橋463番地（現在地）に1915年、村で2番目の小学校として今宮第二尋常小学校が設置されたことが、学校の始まりとなっている。今宮第二尋常小学校は今宮尋常小学校から分離する形で設置され、開校時には校区内在住の尋常科4年生以下の児童が今宮尋常小学校から移る形となった。開校当初の校区は、今宮村のうち鶴見橋通（現在の鶴見橋商店街）以北だった。
今宮村では1910年代後半から1920年代にかけて児童が急増し、それに伴い小学校が短期間に増設された。小学校の増設に伴い、今宮第二校の校区も再編を繰り返している。
1917年には西成郡今宮第三尋常小学校（後の大阪市立萩之茶屋小学校）開校により、1922年には西成郡今宮第五尋常小学校（現在の大阪市立橘小学校）の開校により、それぞれ校区を再編している。
さらに大阪市編入後の1927年にも、大阪市今宮第六尋常小学校（現在の大阪市立松之宮小学校）の開校により校区を再編している。
1930年は今宮第二校校区の北部を分離する形で大阪市今宮第七尋常小学校が開校した。今宮第七校は西成区中開4丁目5番地（現在の西成区中開3丁目1番、西成人権文化センターの場所）にあった。
今宮第七校の開校に伴い、従来の今宮第二校校区のうち北開・中開・南開を今宮第七校校区へ変更するとともに、従来の今宮第六校校区の一部を今宮第二校校区に編入している。
国民学校令の施行により、1941年4月1日付で大阪市今宮第二尋常小学校は大阪市長橋国民学校へ、大阪市今宮第七尋常小学校は大阪市開国民学校へそれぞれ改称した。
1944年には太平洋戦争の戦局悪化により、学童集団疎開を実施することになった。長橋国民学校は泉南郡孝子村・淡輪村（以上、現在の岬町）・下荘村・西鳥取村（以上、現在の阪南市）へ、また開国民学校は泉南郡雄信達村・新家村（いずれも現在の泉南市）へ疎開した。
しかし疎開先も危険になったとして、長橋国民学校の児童は1945年5月、島根県飯石郡来島村（現在の飯南町）へと再疎開を実施している。
1945年3月13日の大阪大空襲により、長橋国民学校は校舎の一部に被害を受け、また開国民学校は全焼している。終戦直後には開国民学校は長橋国民学校の一角を借りて授業を再開した。1946年4月には開国民学校を休校（のち正式に廃校）とし、長橋国民学校へ統合した。
1947年の学制改革により、大阪市立長橋小学校となった。

### 年表
- 1915年4月15日 - 西成郡今宮第二尋常小学校として現在地に開校。
- 1917年6月15日 - 西成郡今宮第三尋常小学校（萩之茶屋小学校）の開校に伴い校区を変更。
- 1922年10月19日 - 西成郡今宮第五尋常小学校（橘小学校）の開校に伴い校区を変更。
- 1925年4月1日 - 今宮町が大阪市に編入されたことに伴い、大阪市今宮第二尋常小学校に改称。
- 1927年4月1日- 大阪市今宮第六尋常小学校（松之宮小学校）の開校に伴い校区を変更。
- 1930年 - 大阪市今宮第七尋常小学校が開校。
- 1941年 - 国民学校令により、大阪市長橋国民学校（旧今宮第二）・大阪市開国民学校（旧今宮第七）に改称。
- 1944年 - 大阪府泉南郡へ集団疎開を実施。
- 1945年 - 長橋国民学校の疎開先は危険として、島根県に再疎開。
- 1945年3月13日 - 大阪大空襲により開国民学校全焼、長橋国民学校も校舎一部焼失。
- 1946年4月1日 - 開国民学校を休校（のち正式に廃校）し、長橋国民学校に統合。
- 1947年4月1日 - 学制改革により、大阪市立長橋小学校に改称。
- 1949年3月31日 - 校地を拡張。
- 1959年6月25日 - 大阪市教育委員会から、体育科の研究校に指定される。
- 1959年7月 - 大阪市教育委員会から、同和教育の実験学校に指定される。
- 1962年4月 - 大阪市教育委員会から、同和教育の研究校に指定される。
- 1970年4月 - 障害児学級を設置。
- 1972年11月21日 - 民族学級を設置。

## 通学区域
- 大阪市西成区 北開1丁目・2丁目、中開1丁目（一部）、中開2丁目・3丁目、南開1丁目・2丁目、出城1丁目（一部）、出城2丁目・3丁目、長橋1丁目（一部）、長橋2丁目、長橋3丁目（一部）、鶴見橋1丁目（一部）、鶴見橋2丁目（一部）。

卒業生進学先：大阪市立鶴見橋中学校

## 出身者
- 李闘士男 - テレビディレクター・ドラマ演出家・映画監督。

## 交通
- 関西本線（大和路線）・大阪環状線 今宮駅 南へ約800m。
- 地下鉄四つ橋線 花園町駅 2号出口より北西へ約800m。
- 南海高野線 萩ノ茶屋駅 北西へ約1km。
- 南海本線・関西本線（大和路線）・大阪環状線 新今宮駅 南西へ約1.2km。
- 地下鉄四つ橋線・御堂筋線 大国町駅 5号出口より南西へ約1.2km。
- 南海汐見橋線 津守駅 北東へ約1.2km。